# Thịt cua

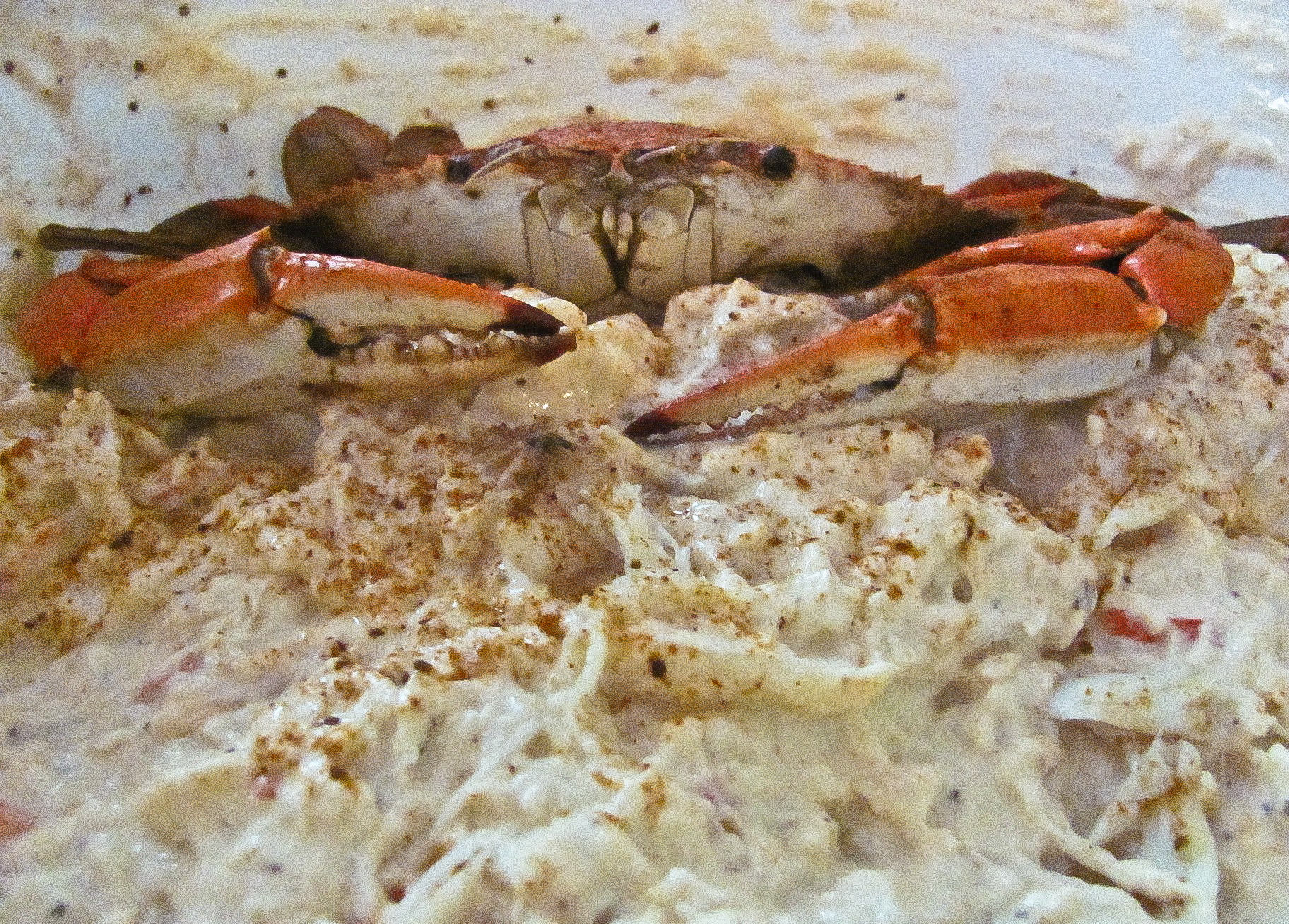
Cua thịt

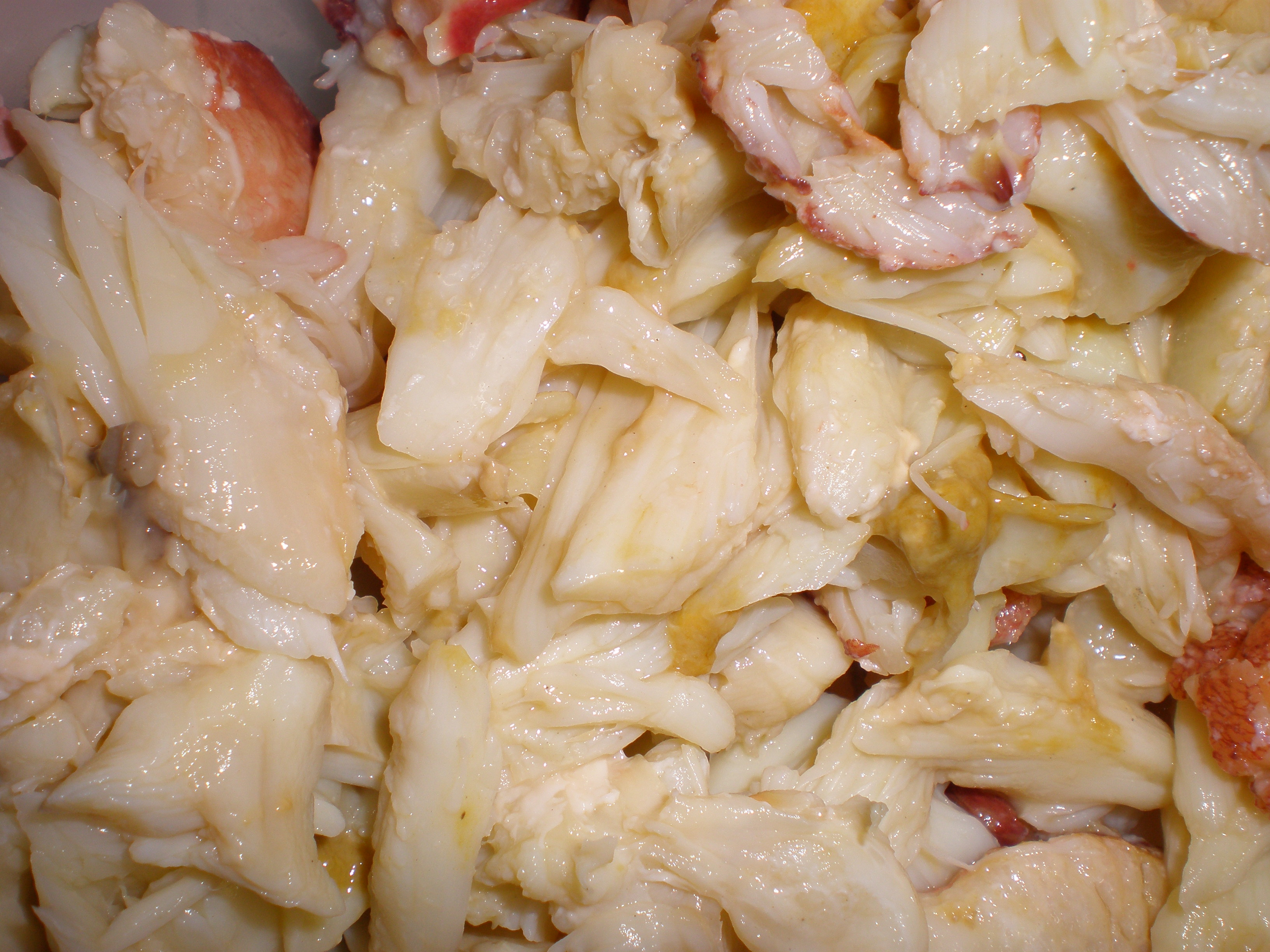
Thịt cua

Thịt cua là phần thịt được lấy từ phần thân và phần càng của con cua, phổ biến cho nhiều thịt là cua biển. Đa phần thịt cua được lấy từ loại cua được gọi là cua thịt, vì loại này sẽ cho ra nhiều thịt hơn so với cua gạch và cua đồng. Cua là loài động vật thủy sinh có mặt cả ở nước mặn và nước ngọt (sông ngòi, hồ ao, ruộng đồng). Thịt cua (kể cả cua bể, cua đồng, cáy, còng rạm, ba khía...) có chứa nhiều chất dinh dưỡng như chất đạm, chất béo, chất khoáng, các loại vitamin.

## Các loại
Cua biển có nhiều loại nhưng chủ yếu phân ra hai loại chính: cua gạch, cua thịt.
- Cua thịt không phân biệt đực cái, là loại cua chắc, đầy thịt trong thân, càng và các chân. Một con cua thịt phải chắc, nặng, khoẻ, nhanh nhẹn, đảm bảo độ tươi ngon của các cơ thịt sau khi chế biến. Cua thịt để lâu hàng tuần không chết nhưng chất lượng thịt và tỷ lệ thịt trong cua giảm nhiều sau bốn, năm ngày (cua óp). Cua ngon nhất trong thời điểm cua lột, khi đó vỏ mềm, ngon.
- Cua gạch là cua cái trưởng thành, gạch chứa đầy hai bên mai cua, tràn vào giữa yếm cua chính là trứng cua. Khi cua đầy gạch là đã sẵn sàng cho thời kỳ sinh sản. Đây cũng là lúc con cua chắc thịt, chất béo trong thịt nhiều nhất để tích năng lượng đủ cho hoạt động sinh nở. Thịt cua gạch chắc không kém cua đực ngon, lại thơm và béo, giá cua gạch thường cao hơn giá cua thịt cùng thời điểm.
- Cua đồng: Các loại cua nước ngọt, cua đồng, ram, đạm, nhìn chung có cơ thể nhỏ, ít thịt, chủ yếu là để lấy riêu cua.

## Thành phần

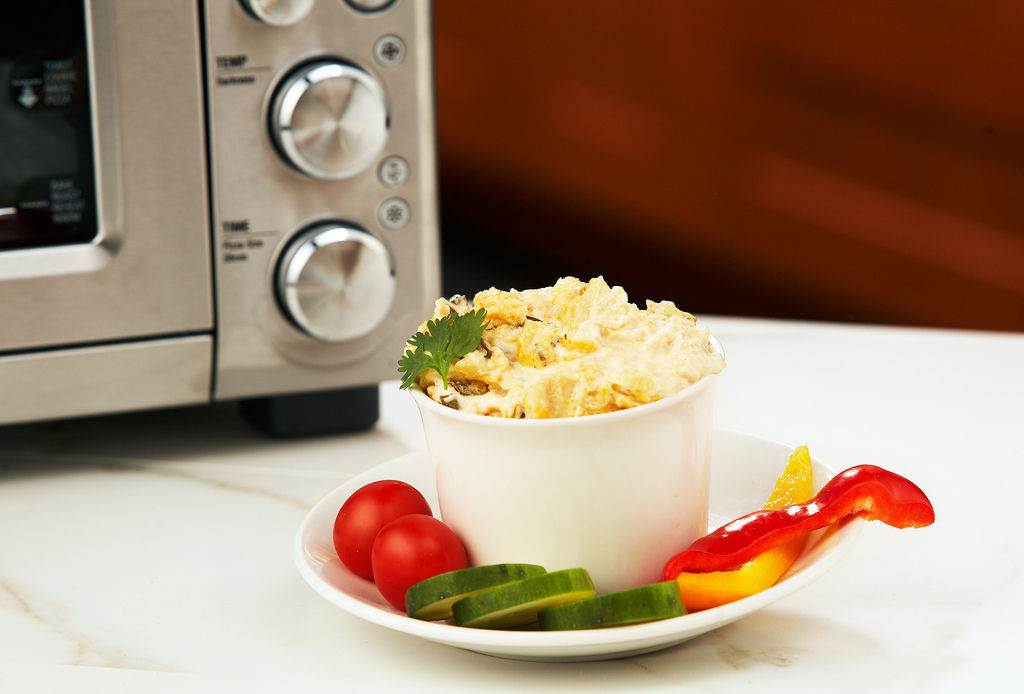
Thịt cua

Hàm lượng protein trong thịt cua cao hơn hẳn các loại thịt, cá khác. So với thịt động vật như gia súc, gia cầm, lượng protein cua cao hơn nhiều và dễ tiêu hoá. Trong 100g thịt cua đồng chứa 12,3% protid, 3,3% lipid, 5.040 mg% Ca, 430 mg% P, 4,7 mg% Fe, 0,01 mg% vitamin B1; 0,51 mg% vitamin B2; 2,1 mg% vitamin PP; 0,12 mg% vitamin B6; 125 mg% cholesterol; 0,25 mg% melatonin. Lượng cholesterol ở thịt cua là từ 30 – 56 mg/kg. Trong thịt cua có nhiều vitamin B, các khoáng chất như chất sắt, kali, calci, đồng Trong các loại hải sản, cua lại chứa lượng thủy ngân ít hơn các các loại cá ngừ, cá biển.
Thịt cua chứa rất nhiều vitamin, đặc biệt là vitamin nhóm B. Một con cua biển trung bình cung cấp đến hơn 100% nhu cầu vitamin B12 mỗi ngày. Thịt cua còn rất giàu folate (34,7mcg), vitamin B1 (0,1 mg). Thịt cua chứa nhiều kẽm và đồng. Một con cua biển có thể cung cấp khoảng 3–8% lượng sắt và kali mỗi ngày. Trong 100g thịt cua có chứa 7,6 mg kẽm đáp ứng 54% nhu cầu về kẽm của cơ thể nam giới và 84 % đối với cơ thể nữ giới mỗi ngày. Trong 100 g thịt cua có chứa tới 1,2 mg đồng, thỏa mãn khoảng 59% nhu cầu mỗi ngày về loại khoáng chất này cho cơ thể. Trong 100g thịt cua biển chứa từ 500 mg–1000 mg chất béo, trong đó đa phần là omega 3.

## Công dụng

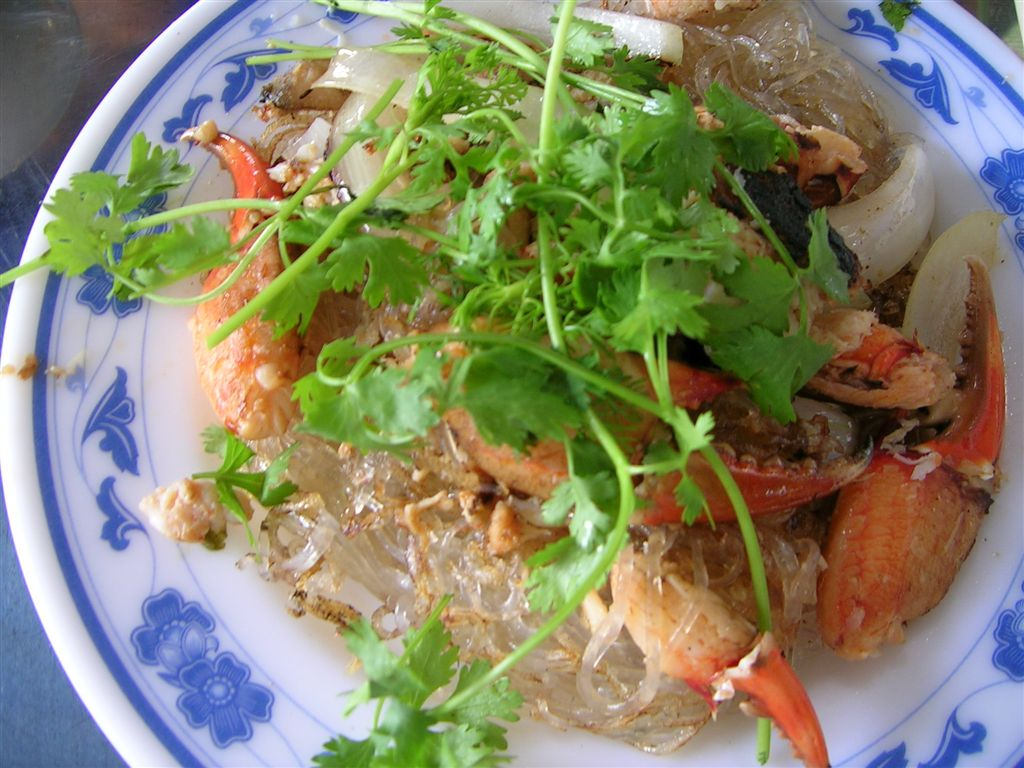
Miến cua

Thịt cua là loại thực phẩm giàu chất khoáng, axít béo omega 3 và calo. Thịt cua cung cấp lượng vitamin B12 dồi dào. Thịt cua chứa magnesi. Trong thịt cua có chứa axít béo omega 3 có khả năng giảm thiểu lượng mỡ trong máu và làm giảm nguy cơ mắc các bệnh nhồi máu cơ tim và đột quỵ. Cua biển còn chứa một hàm lượng axit béo Omega 3 rất tốt cho sự phát triển của não bộ và tim mạch (85g thịt cua cung cấp từ 300–500 mg chất béo), thịt cua có hàm lượng chất béo bão hòa thấp, không chỉ chứa axit béo Omega-3 và Omega-6 mà còn có một lượng đáng kể các loại vitamin và khoáng chất như vitamin C, B2, B5, B6, B12, sắt, magnesi, phosphor, kẽm, đồng, selen.
Thịt cua biển còn chữa được một số bệnh như còi xương, đái dầm ở trẻ em, sinh huyết tán ứ, đau bụng ở phụ nữ. Cua còn có công hiệu hoạt huyết hóa ứ, tiêu thũng chỉ thống (xẹp sưng tấy, giảm đau nhức), săn gân khỏe xương. Thường dùng điều trị các vết bầm dập đả thương, ứ huyết hóa ung nhọt, trật khớp, gẫy xương. Để trẻ nhỏ cứng cáp, nhanh biết đi, người ta dùng cua đồng làm sạch, bỏ chân, càng, mai, yếm, chỉ lấy mình cua, rang nhỏ lửa cho vàng và khô. Giã nhỏ, rây lấy bột mịn. Hàng ngày, dùng bột cua quấy với bột gạo cho trẻ ăn, mỗi lần 1-2 thìa nhỏ.
Theo Đông Y: Trong Lĩnh nam bản thảo thì Điền giải là tên gọi cua đồng có vị ngọt lạnh, ít độc hay sinh phong. Nối gân, tiếp xương, chữa phong nhiệt. Trừ mụn độc lở, huyết kết thông. Tuệ Tĩnh ghi: điền giải có vị mặn, mùi tanh, tính hàn, hơi độc, tác dụng liền gân, nối xương, trị nhiệt tả, ngộ độc, máu kết cục, lở ghẻ. Sách Dược tính chỉ nam của ông ghi: điền giải có tác dụng tán tà nhiệt trong lồng ngực, thông được kinh mạch, làm cho năm tạng khỏi buồn phiền, giải được độc do thức ăn, liền được gân, thêm sức cho xương, bổ ích khí lực, tống được các vật kết đọng trong người, phá được chứng ứ huyết do vấp ngã hoặc bị đánh chấn thương, sốt rét.

## Khuyến cáo

### Khi tiêu thụ

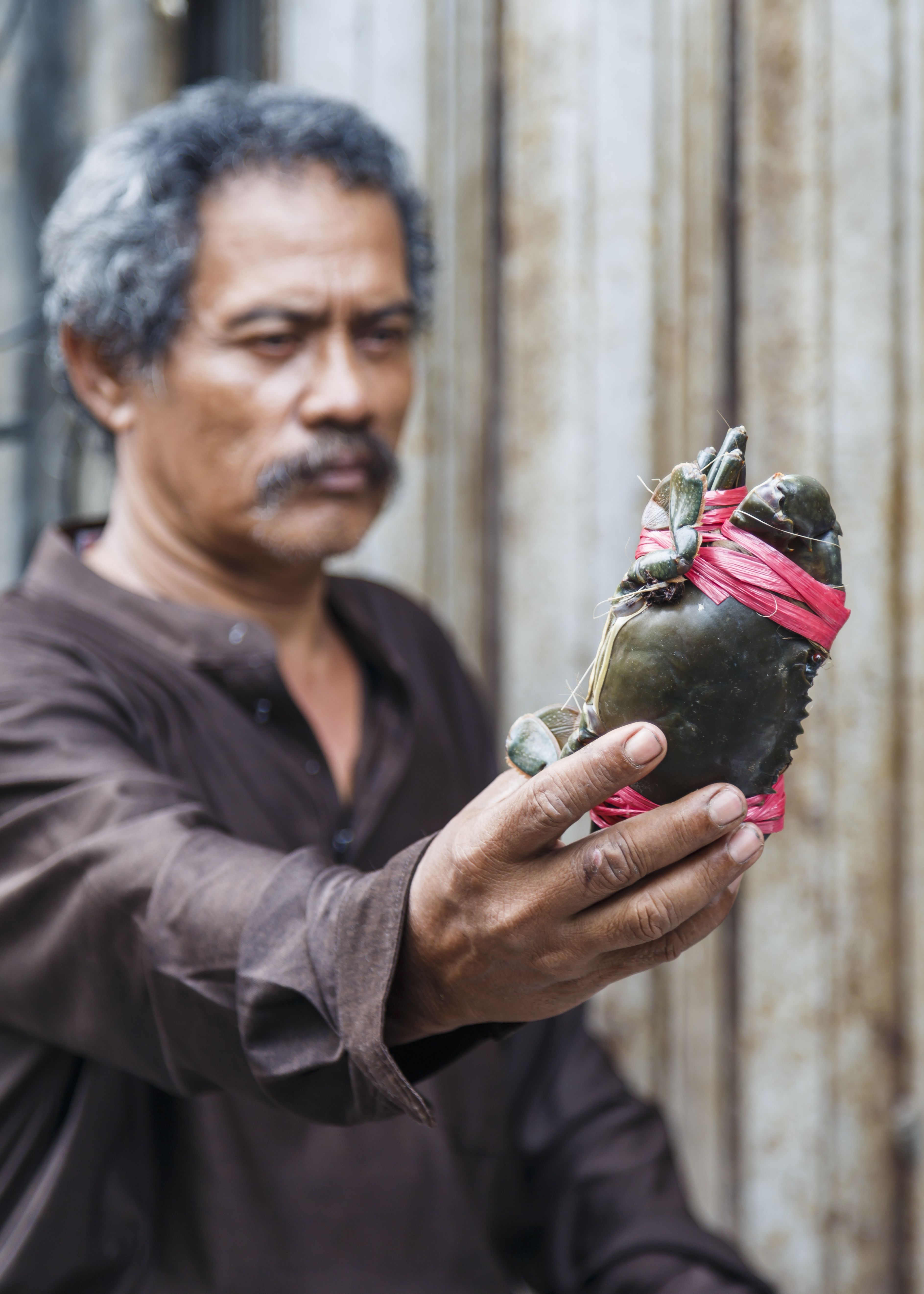
Những người yếu không nên ăn cua

Người đau ốm mới khoẻ, hệ thống tiêu hoá còn yếu không nên ăn cua, người có biểu hiện tỳ vị hư hàn (cảm giác sợ lạnh) cũng cần hạn chế. Nếu bị tiêu chảy, không ăn cua đồng. Gạch cua có nhiều cholesterol, nên người huyết áp cao, bệnh tim mạch cần hạn chế dùng. Khi ăn cua, nên ăn cùng lá tía tô, gừng để làm giảm bớt tính hàn. Cua đồng cũng chứa nhiều sodium và purines nên không thích hợp cho người bị bệnh gút. Những người đang bị ho hen, cảm cúm không nên ăn cua. Một số người dễ bị dị ứng với cua, sau khi ăn nổi mề đay khắp người thì không ăn.
Cua, ghẹ là loại thực phẩm bổ dưỡng, tốt cho hệ tim mạch, máu, hệ miễn dịch, xương, khớp, hệ tiêu hóa, hệ thần kinh và nhiều chức năng sinh lý khác của cơ thể. Tuy nhiên, việc ăn cua ghẹ không đúng cách cũng đem lại không ít nguy cơ đe dọa đến sức khỏe: 
- Ăn cua có thể gây nhiễm độc, ngộ độc, một số lượng không nhỏ cua, ghẹ đã và đang phải chịu sự tác động của sự ô nhiễm môi trường do đó chúng chứa nhiều loại chất độc nguy hiểm. Hai loại độc tố được tìm thấy nhiều nhất trong thịt của cua và ghẹ ở những khu vực nước bị ô nhiễm đó là chất độc dioxin và PCBs (Polychlorinated biphenyls). Cua sống ở khu vực nước, nơi bị ảnh hưởng bởi hoạt động canh tác nông nghiệp thường tích tụ thuốc trừ sâu trong cơ thể.
- Cua gây nhiễm khuẩn: Khi tiêu thụ cua, ghẹ không còn tươi sống hoặc chế biến không đúng cách dễ có nguy cơ nhiễm các loại vi khuẩn gây ngộ độc thức ăn như: khuẩn cầu trùng (Staphylococcus), khuẩn dấu phẩy (Vibrio parahaemocyticus), khuẩn Listeria monocytogenes. Thời gian ủ bệnh sau khi nhiễm khuẩn Listeria monocytogenes khá dài, từ 3 đến 30 ngày.
- Cua gây lây nhiễm ký sinh trùng: Cua và nhiều loài thủy sinh khác như ốc thường là vật chủ của nhiều loại ký sinh trùng nguy hiểm. Một số loại ký sinh trùng thường gặp ở cua ghẹ (đặc biệt là cua đồng) đó là sán lá gan, sán lá phổi, sán dây. Những người ăn hải sản tươi sống, chưa được nấu chín thường dễ mắc phải các loại ký sinh trùng này.
- Cua gây dị ứng: Cua, ghẹ là một trong số những loài thủy hải sản gây dị ứng, chỉ cần tiêu thụ lượng nhỏ cũng có thể khiến những người mắc chứng dị ứng thủy hải sản bị nổi mề đay, ngứa ngáy toàn thân, nôn nao, đau đầu, chóng mặt và thậm chí gây khó thở, hôn mê, tụt huyết áp.
- Dư chất: 100g thịt cua có chứa tới 691 mg natri, thỏa mãn 29% nhu cầu về loại chất này đối với cơ thể mỗi ngày. Những người mắc bệnh tiểu đường, bệnh thận và huyết áp cao không nên ăn quá nhiều cua, ghẹ vì sự hiện diện của natri với hàm lượng cao trong cơ thể có thể khiến cho tình trạng bệnh của họ trở nên tồi tệ hơn.

### Trong chế biến

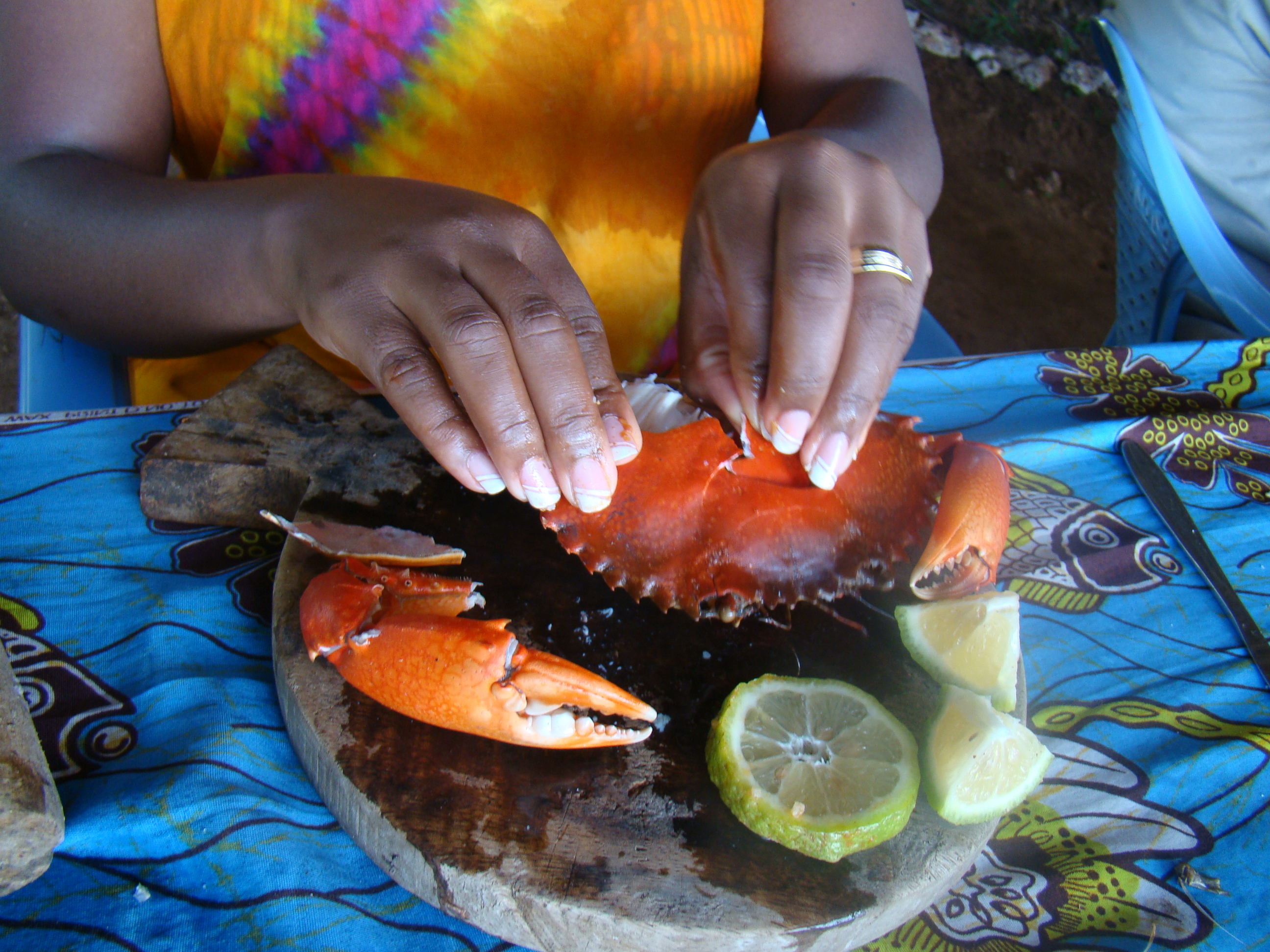
Ăn cua

Thịt cua để lâu rất dễ bị ôi thiu, ô nhiễm do vi khuẩn xâm nhập. Vì vậy, với cua nên chế biến đến đâu ăn hết đến đó. Nếu ăn không hết, phần dư nên bảo quản trong tủ lạnh, hoặc để nơi thoáng đãng, sạch sẽ, và trước khi ăn phải đun nấu lại thật kỹ. Khi ăn cua cần lưu ý, chọn cua sạch, còn sống, tuyệt đối không ăn cua chết bởi chất đạm trong cua sinh ra độc tố histamin gây ngộ độc, nguy hiểm. Không được uống nước cua giã để trị bệnh hoặc ăn cua chưa nấu chín dễ nhiễm ấu trùng giun sán, đặc biệt là sán lá phổi. Do cua đồng có tác dụng phá khối u, tống xuất khối cục tồn đọng nên đông y khuyên phụ nữ có thai tránh ăn cua đồng.
Nên giữ cua, ghẹ trong lồng, hộp thoáng mát, tránh ánh nắng mặt trời. Không để cua, ghẹ ngập trong nước vì làm vậy cua sẽ chết. Dùng khăn, giấy báo dấp nước để giữ ẩm cho cua. Làm theo cách này có thể giữ cua sống thêm được từ 4 đến 8 giờ sau khi vớt ra khỏi nước. Khi cua chết, nên chế biến ngay để tránh sự xâm nhập của các vi khuẩn gây hại. Đối với cua, ghẹ đã chín, nên đưa vào túi nilon sạch, ép hết khí trong túi ra ngoài, buộc kín, để lên ngăn làm đá ở tủ lạnh gia đình có thể giữ được thịt cua từ 2 đến 5 ngày.
Cua, ghẹ luộc sau 15- 30 phút là có thể ăn được. Khi cua sắp chín, nó sẽ dần dần nổi lên, chờ khoảng 2-3 phút sau khi cua nổi lên trong nồi có thể bỏ cua ra, rửa lại bằng nước lạnh đun sôi để nguội. Không nên tận dụng nước luộc cua vì nó có chứa nhiều tạp chất độc hại từ thịt cua ra trong quá trình chế biến. Không ăn nên ăn gỏi của hoặc cua chưa được nấu chín.
Nên bỏ phần yếm cua, mang cua, túi sách-dạ dày của cua nằm ở ngay sau miệng cua (con cóc) và tuyến gan tụy (phần dịch lỏng màu vàng nằm ở trung tâm cơ thể cua) vì đây là những nơi ký sinh trùng và các loại vi khuẩn thường trú ngụ, cũng là nơi tích tụ nhiều độc tố nhất trong cơ thể của cua.
Không cần dụng cụ kẹp càng, chỉ cần một cái muỗng, một cái dĩa và một con dao, bạn có thể dễ dàng lấy hết thịt sạch thịt cua. Đầu tiên bẻ hết càng cua. Sau đó, tách mai cua, dùng muỗng lấy thịt và gạch bên trong. Tiếp tục bỏ yếm, tách đôi mình cua, dùng thìa, dĩa lấy thịt bên trong. Cuối cùng bẻ càng cua ở các khớp nối, dùng dĩa lấy thịt bên trong. Những chỗ vỏ cứng quá, không bẻ được bằng tay, có thể dùng dao cắt.

## Hình ảnh

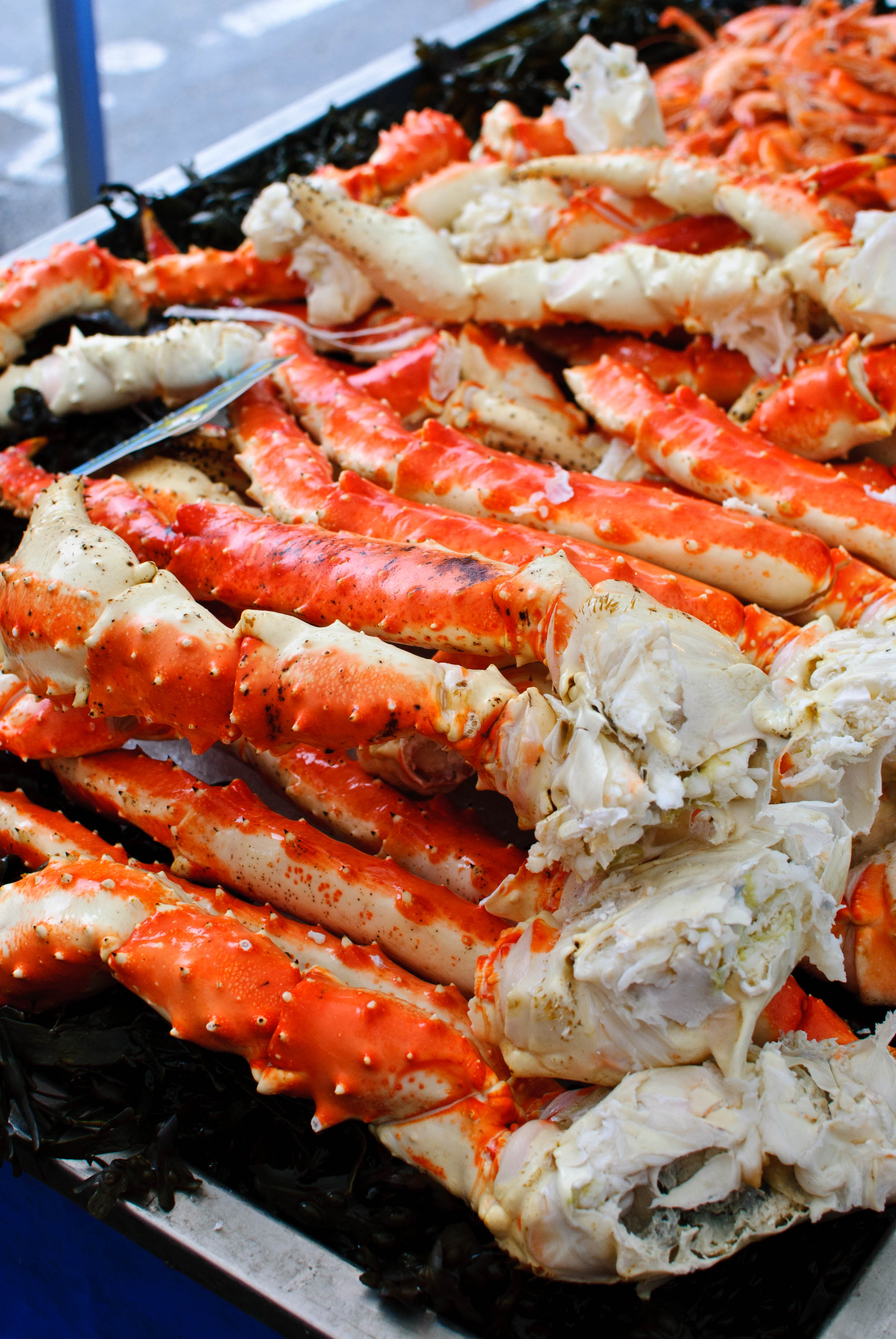
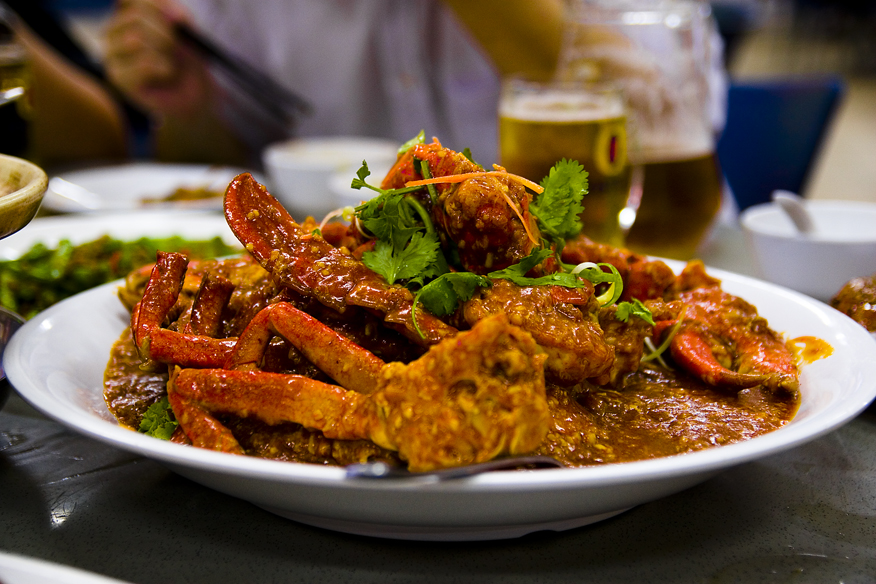
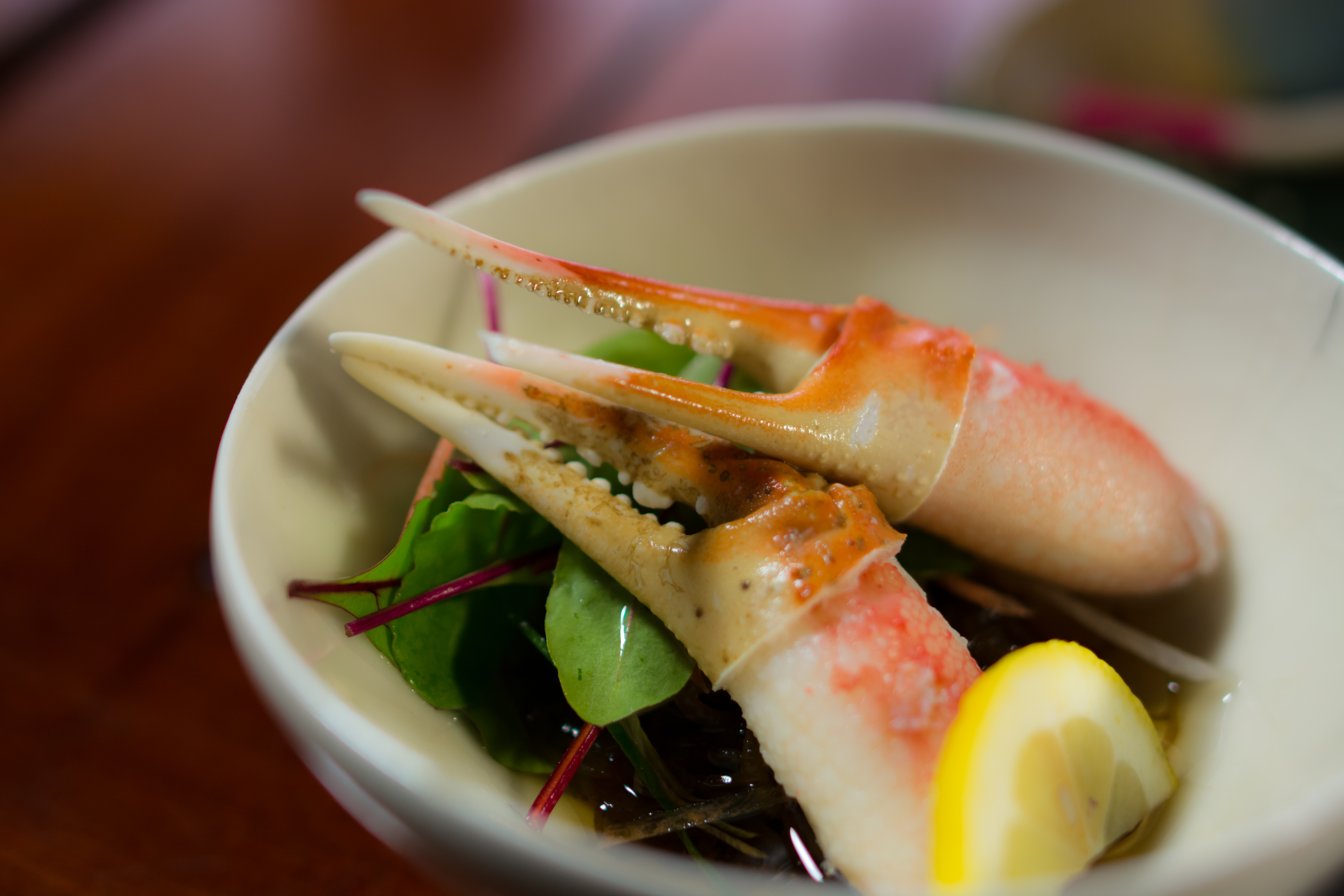
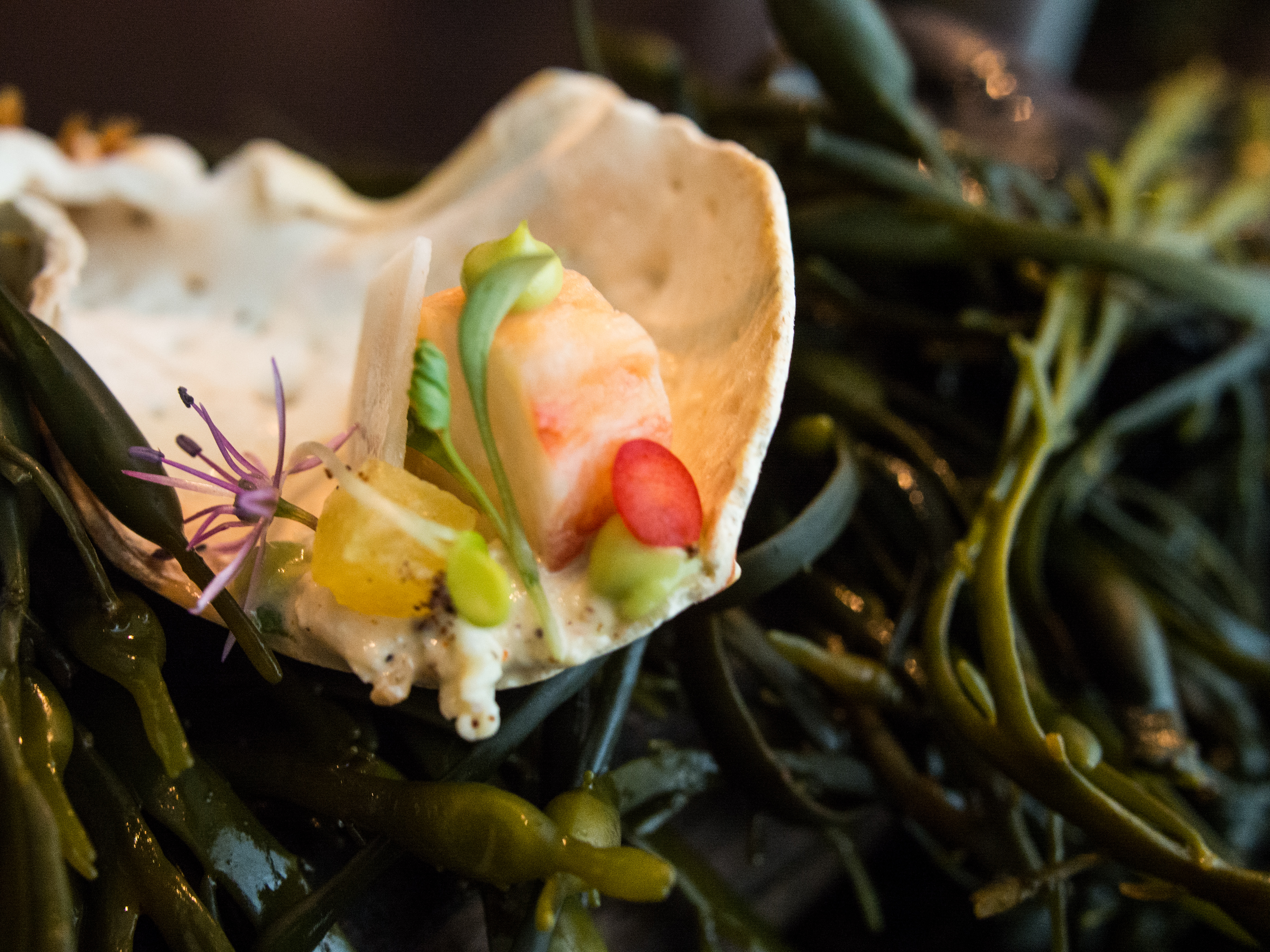
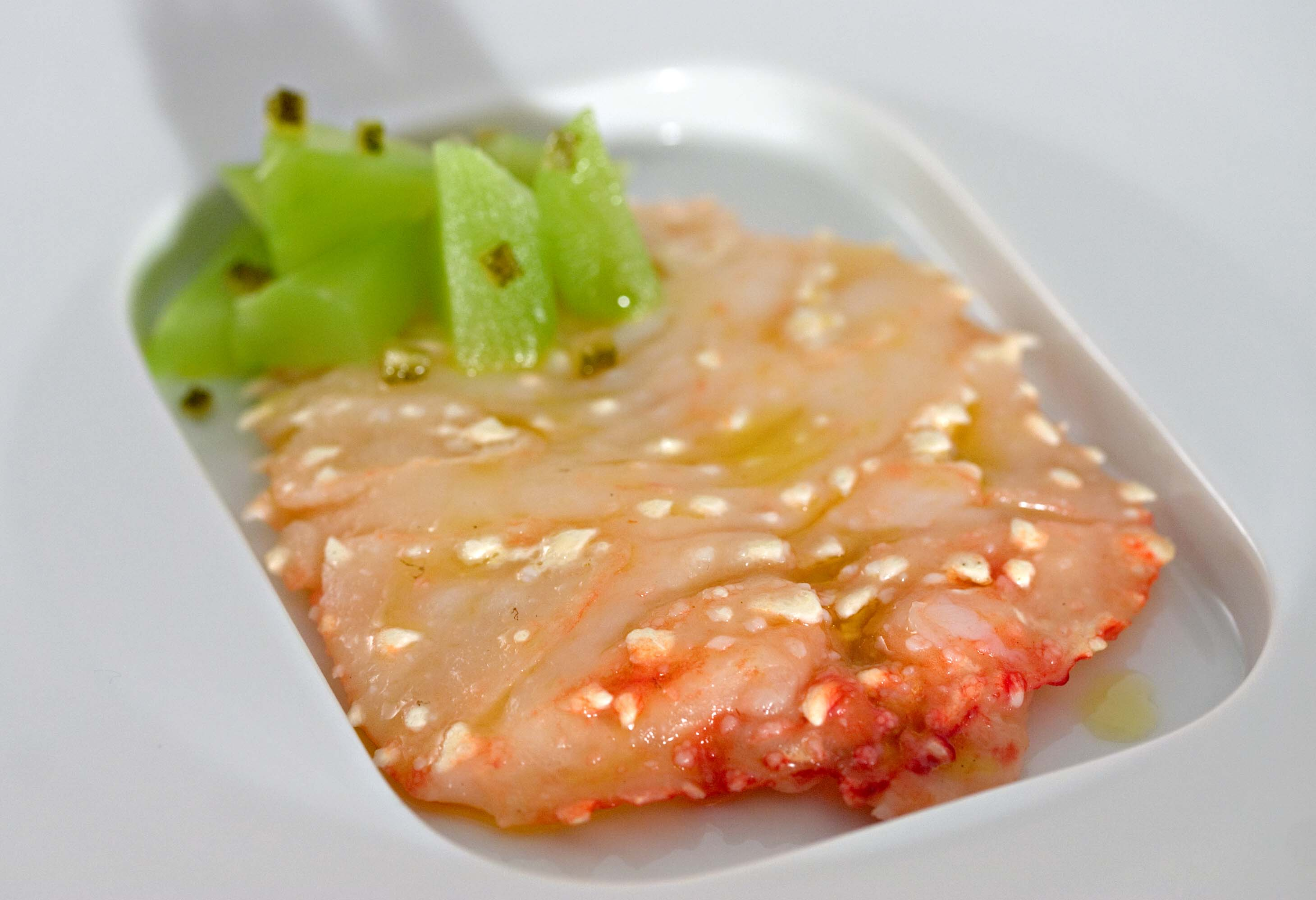
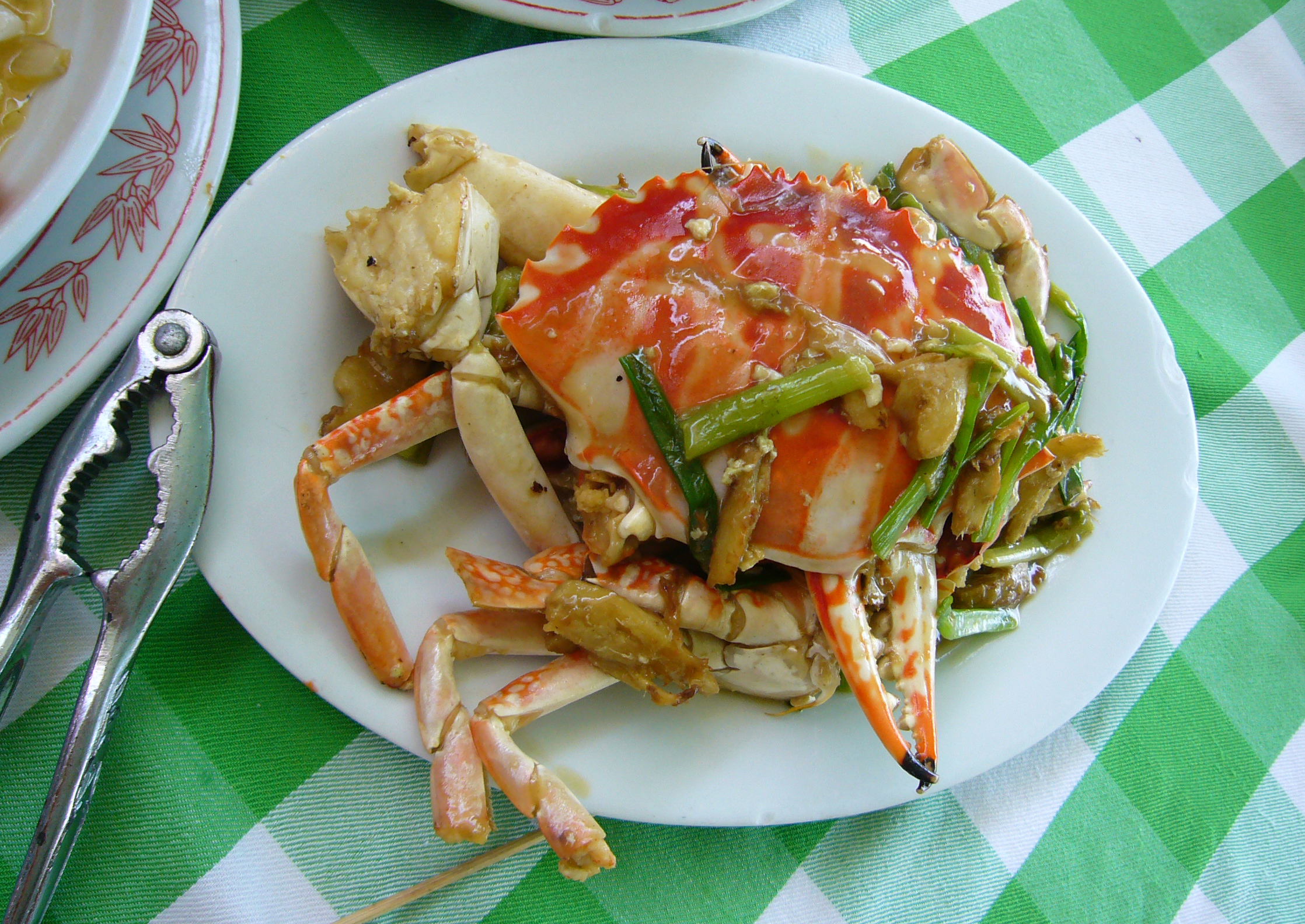
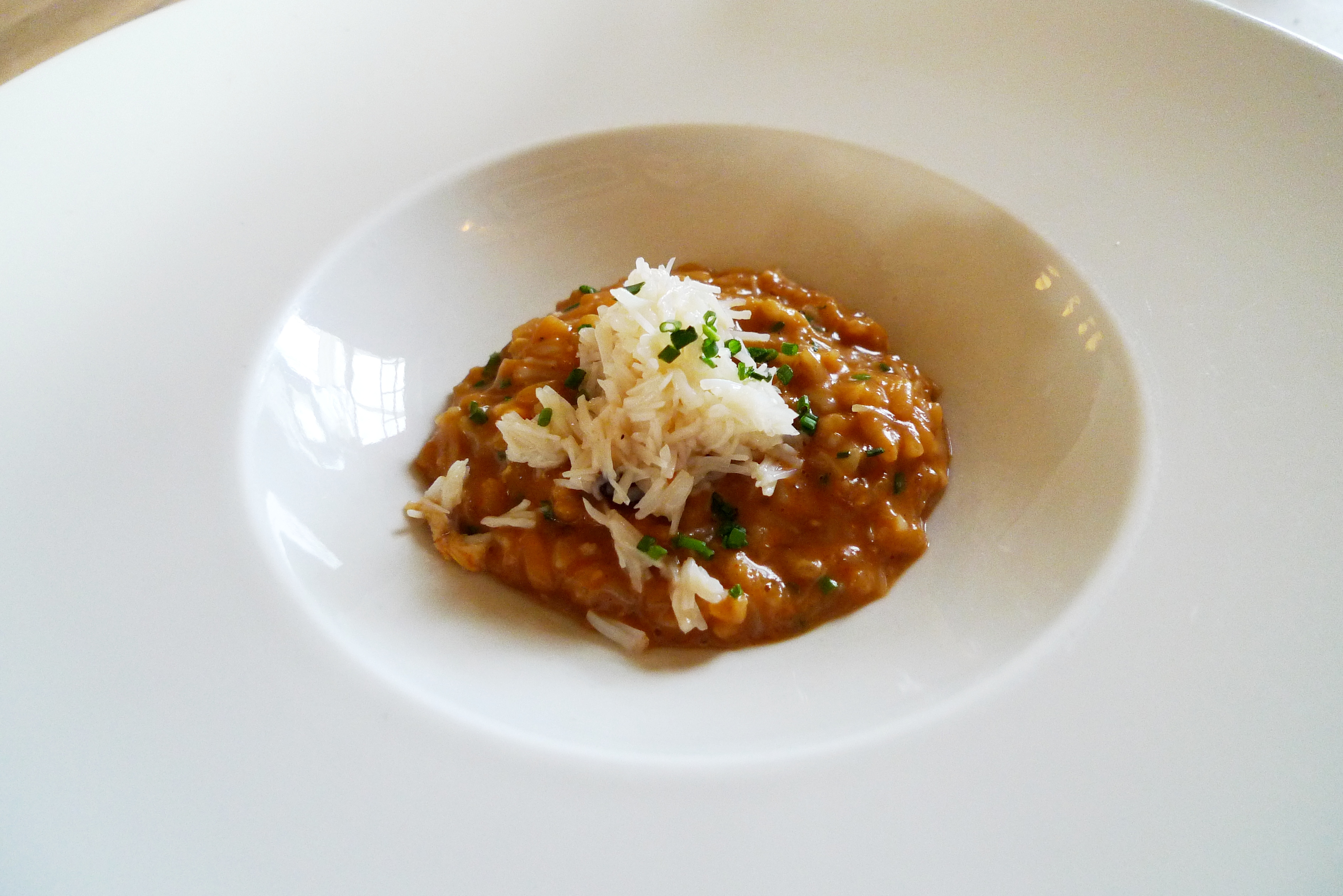
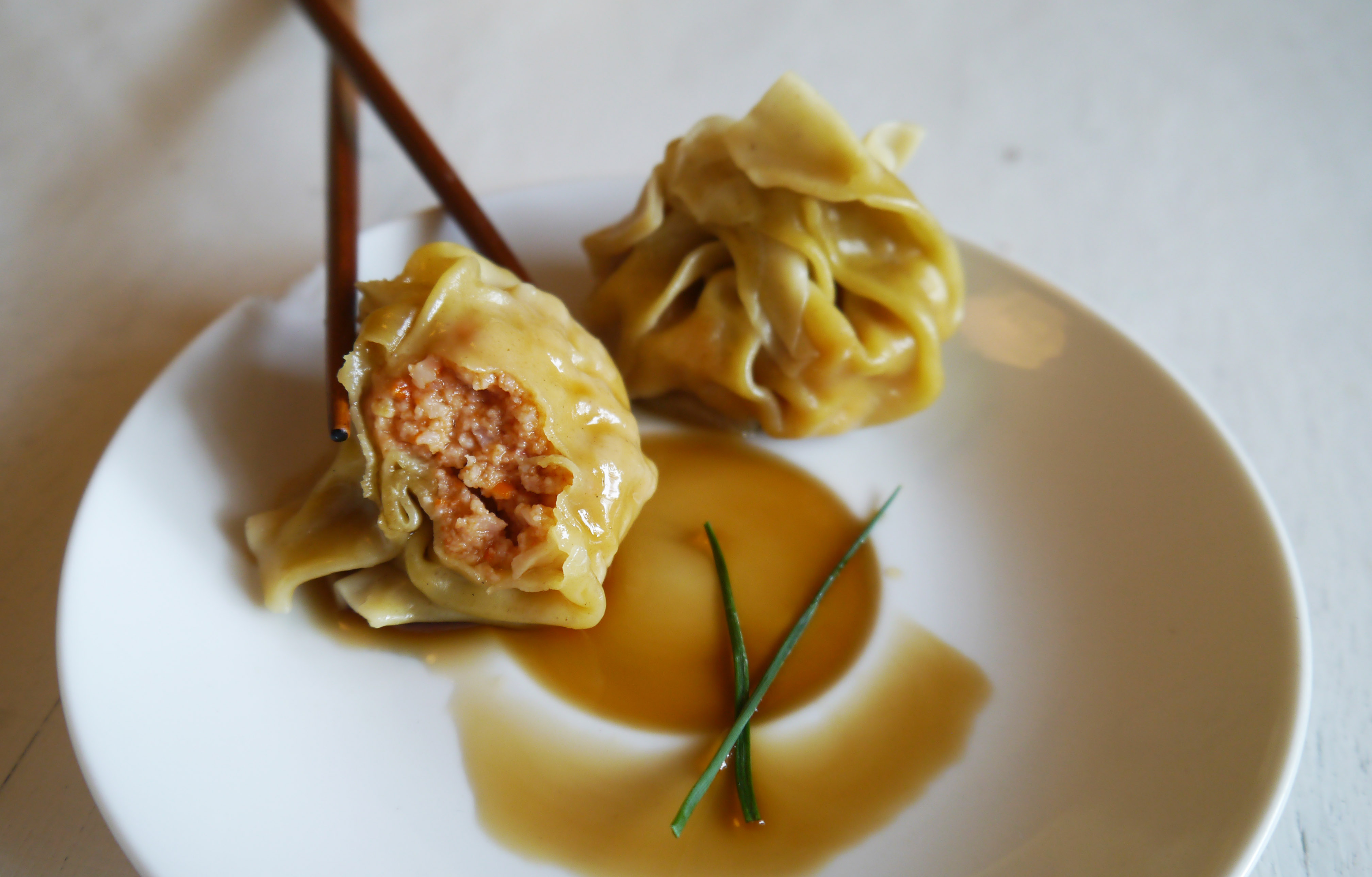
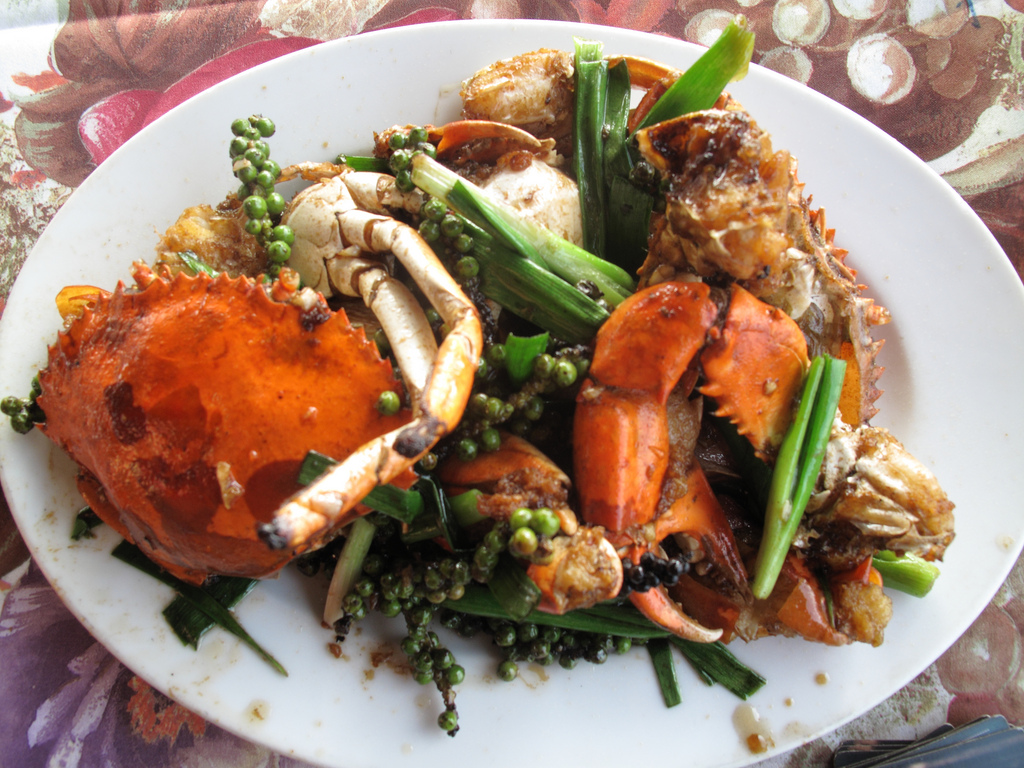